# チャック・エディ
チャック・エディ（Chuck Eddy、1960年11月26日 - ）は、アメリカ合衆国の音楽ジャーナリスト。

## 経歴
チャック・エディは、ミシガン州デトロイトに生まれた。『ヴィレッジ・ヴォイス (The Village Voice)』や『クリーム (Creem)』でジャーナリストとしての仕事を始め、1980年代半ばには、ビースティ・ボーイズの、全国的メディアとしては最も早い時期のインタビューの一つを手がけた。その後は、『ローリング・ストーン (Rolling Stone)』や『スピン (Spin)』、『エンターテインメント・ウィークリー (Entertainment Weekly)』をはじめ、様々な全国、地方メディアに寄稿した。著書は、『Stairway to Hell: The 500 Best Heavy Metal Albums in the Universe』、『The Accidental Evolution of Rock and Roll』、『Rock and Roll Always Forgets: A Quarter Century of Music Criticism』、『Terminated for Reasons of Taste: Other Ways to Hear Essential and Inessential Music』の4冊がある。
1999年には、『ヴィレッジ・ヴォイス』の音楽担当編集者となり、7年間務めた。2008年に、ヴィレッジ・ヴォイス・メディアがニュー・タイムズ (New Times) と合併した際に「嗜好 (taste)」の相違を理由に解雇された後、短期間だけMTVのURGEのために週3回更新のヘヴィメタル・ブログを書き、『ハープ (Harp)』で「The Last Roundup」と題した毎月のCDレビュー欄を担当した。2006年から2007年にかけて、『ビルボード (Billboard magazine) の上級編集者として働いた。エディはその後、テキサス州オースティンに拠点を置き、フリーランスとして活動している。
アンソロジーへの章の寄稿には、『The Rolling Stone Illustrated History of Rock and Roll』(Random House, 1992)、『Spin Alternative Record Guide』(Vintage, 1995)、『Stars Don’t Stand Still in the Sky: Music And Myth』(NYU Press, 1999)、『Bubblegum Music Is the Naked Truth』(Feral House, 2001)、『Creem: America’s Only Rock ‘N’ Roll Magazine』(Collins, 2007)、『1000 Songs To Change Your Life』(Time Out, 2008.) などがある。

### おもな署名記事
- Final Word: Best Singles Of The '80s
- Michael Jackson essay, 1991
- Talk Eddy to Me - The World's Most Iconoclastic Rock Critic Speaks Out, By Scott Woods
- Chuck E...So Addictive, By Steven Ward
- A review of the Violator, allegedly not listened to by Chuck